# 2I/Borisov
2I/Borisov, originalno poimenovan C/2019 Q4 (Borisov), je prvi opazovani medzvezdni komet in drugi opazovani medzvezdni popotnik po asteroidu ʻOumuamua. 2I/Borisov ima heliocentrično izsrednost tira enako 3,36 in ni vezan na Sonce. Komet je prečil ekliptiko Osončja konec oktobra 2019, v prisončju na oddaljenosti 2 AU pa je bil 8. decembra 2019. Novembra 2019 so astronomi iz Univerze Yale rekli, da je komet (skupaj s komo in repom) 14-krat večji od Zemlje. Povedali so tudi: "Zelo ponižno se je zavedati, kako je majhna Zemlja v primerjavi z obiskovalcem iz drugega sončnega sistema."

## Nomenklatura
Komet se uradno imenuje "2I/Borisov", kar je ime Mednarodne astronomske zveze (IAU), kjer je "2I" ali "2I/2019 Q4" poimenovanje kometa, "Borisov" pa je njegovo ime. Včasih se imenuje tudi "Komet Borisov", še posebej v popularnem tisku. Kot drugi opazovani vesoljski popotnik za asteroidom 1I/ʻOumuamua, je dobil poimenovanje "2I", kjer "I" pomeni medzvezdni (angleško interstellar). Ime Borisov sledi tradiciji poimenovanja kometov po njihovih odkriteljih. Pred končnim poimenovanjem 2I/Borisov, je komet slišal na druga imena:
- Zgodnje rešitve orbite so nakazovale, da bi bil komet lahko bližnje-Zemeljsko telo, in se je torej uvrstil na seznam Središča za male planete (MPC) od IAU – Potrditvena stran bližnje-Zemeljskih teles (NEOCP) – kot gb00234.
- Nadaljnje raziskave po trinajstih dnevih opazovanj so pokazale, da je to hiperbolični komet in Središče za male planete je 11. septembra 2019 dalo kometu novo poimenovanje C/2019 Q4 (Borisov). Astronomi, kot so Davide Farnocchia, Bill Gray in David Tholen, so se že zavedali, da je komet medzvezdni.
- 24. septembra 2019 je IAU oznanila, da je Delujoča skupina za nomenklaturo malih teles dala kometu medzvezdno ime 2I/Borisov, kar je uradno oznanilo, da je komet seveda medzvezdni.

## Značilnosti

### Fizikalne značilnosti
Za razliko od ʻOumuamue, ki je imel asteroidni izgled, je jedro 2I/Borisova obkroženo s komo, oblakom prahu in plina. Dave Jewitt in Jane Luu sta iz velikosti njegove kome ocenila, da komet ustvarja 2 kg/s prahu in izgublja 60 kg/s vode. Ocenili so, da je postal aktiven junija 2019, ko je bil od Sonca oddaljen od 4 do 5 AU. Pregled arhivov slik je pokazal prejšnja opazovanja kometa 2I/Borisov že 13. decembra 2018, a ne 21. novembra 2018, kar nakazuje na to, da je postal aktiven med temi dnevi.
Zgodnje ocene premera jedra 2I/Borisovega so se gibale od 1,4 km do 16 km. 2I/Borisov ima, za razliko od kometov Osončja, zelo ozek prelet mimo Sonca, kjer pred prisončjem izgubi najmanj 0,4 % mase. Tudi amplituda negravitacijskega pospeševanja kaže na zgornjo mejo veliksoti jedra 0,4 km, kar je podobno kot prejšnja zgornja meja, ki jo je izračunal Vesoljski teleskop Hubble in je enaka 0,5 km. Komet se Zemlji ni približal bolj kot 300 milijonov km, kar onemogoči radarski pogled, da bi lahko natančno določili njegovo velikost in obliko. To se lahko sicer izračuna tudi z okultacijo zvezde, ki bi jo povzročil 2I/Borisov, a je takšen dogodek težko predvidljiv, saj bi za to potrebovali natančno obliko njegove tirnice.Sestava kometa 2I/Borisov se zdi zelo nenavadna za komete Osončja, saj ima zelo malo dvoatomnega ogljika (C2) in zelo veliko aminov (NH2).

## Opazovanje

### Odkritje
| št. opazovanj | Opazovalni kot (ure) | Razpon izsrednosti |
| ------------- | -------------------- | ------------------ |
| 81            | 225                  | 0,9–1,6            |
| 99            | 272                  | 2,0–4,2            |
| 127           | 289                  | 2,8–4,7            |
| 142           | 298                  | 2,8–4,5            |
| 151           | 302                  | 2,9–4,5            |

Komet je 30. avgusta 2019 odkril ljubiteljski astronom Genadij Vladimirovič Borisov na svojem osebnem observatoriju MARGO v Naučniju (Krimski polotok), kjer je uporabljal 0,65-metrski teleskop, ki ga je sam razvil in sestavil. Odkritje se primerja z odkritjem Plutona, ki ga je naredil Clyde William Tombaugh. Tudi Tombaugh je bil ljubiteljski astronom, ki je gradil svoje teleskope, toda Pluton je odkril z uporabo astrografa Observatorija Lowell. V času odkritja se je približeval na razdalji 3 AU od Sonca in 3,7 AU od Zemlje, sončevo elongacijo pa je imel 38°. Borisov je svoje odkritje opisal z besedami:
Opazoval sem ga 29. avgusta, toda pisal se je 30. avgust po GMT. V okvirju sem videl premikajoče se telo, ki se je premikalo v rahlo drugačni smeri kot asteroidi glavnega pasu. Izmeril sem njegove koordinate in o tem obvestil podatkovno bazo Središča za male planete. Izkazalo se je, da je to popolnoma novo telo. Kasneje sem izračunal verjetnost za trk z Zemljo, ki se izračuna iz raznih parametrov. Izkazalo se je, da je enaka 100 % – z drugimi besedami, to je potencialno nevarno telo. V takšnih primerih moram takoj poslati parametre svetovni spletni strani za potrditev nevarnih asteroidov. To sem tudi naredil, napisal pa sem tudi, da je telo difuzno in da ni asteroid, temveč komet.